# Georges terryn
Georges terryn (12 mei 1957) is een Vlaams filmregisseur. Hij schrijft ook scenario's en produceert videoproducties voor bedrijven. 
Hij begon zijn loopbaan bij de Nationale Bank van België en werkte bij de audiovisuele diensten voor verschillende banken en ondernemingen.
Georges terryn was redacteur bij Kanaal Z van 1998 tot 2002. Hij maakte bijdragen voor het dagelijks nieuws en produceerde en regisseerde er de magazines DigIT en DixIT over internet en ICT. Hij interviewde voor het magazine belangrijke techneuten en wetenschappers, waaronder:  Robert Cailliau (CERN), Raymond Kurzweil, Nicholas Negroponte (MIT). In 2000 zorgde hij er mede voor dat Kanaal Z ook via het internet te bekijken was.

## Scenario's
- Dood Ivoor (Bekroond Brussel 1981)
- Bissers  (Commissie versie voor : Ad Fundum)
- Jessica! (Opdracht Roland Verhavert)
- Zeeziek
- Caravan
- De Aankondiging
- Gevallen Astronaut
- De Dood van Yper (basisidee voor oorlogsfilm 14-18)
- Gust! (naar Herbert Achternbusch)
- Binnenkort in deze zaal!
- Cyrus Foundation
- De Zon van Beweging
- Make-Up voor het Lam Gods (experimenteel / verfilmd)
- projecten: Seveso 121, Poivron, Abacus, Doel
- Dixmude

## Producties
Terryn werkte als regisseur onder meer mee aan de volgende producties:
- Wat nu weer?! (VTM) seizoen 2, 3 en 4. (65 afleveringen)
- Witse (seizoen 6 aflev. Chef, De Prooi, Bloedlijn I en II)
- Thuis (2002 - 2011)

Hij maakte verschillende kortfilms:
- Harlequin (1981)
- Geld! (1982) (Met Herbert Flack)
- Satyre (1999) (Senne Rouffaer, Hubert Damen, Christel Domen, Stefan Perceval)